# Beaubec-la-Rosière
Beaubec-la-Rosière ist eine französische Gemeinde mit 462 Einwohnern (Stand 1. Januar 2022) im Département Seine-Maritime in der Region Normandie (vor 2016 Haute-Normandie). Sie gehört zum Arrondissement Dieppe und zum Kanton Gournay-en-Bray (bis 2015 Kanton Forges-les-Eaux). Die Einwohner werden Beaubécais genannt.

## Geographie
Beaubec-la-Rosière liegt etwa 56 km südöstlich von Dieppe im Pays de Bray. Sie grenzt an Compainville, Mesnil-Mauger, Roncherolles-en-Bray, Sainte-Geneviève, Saint-Saire, Serqueux und Sommery.

## Bevölkerungsentwicklung
| Jahr      | 1962 | 1968 | 1975 | 1982 | 1990 | 1999 | 2007 | 2014 |
| Einwohner | 519  | 466  | 361  | 328  | 312  | 394  | 454  | 492  |

## Sehenswürdigkeiten
- Kapelle Sainte-Ursule
- Steinkreuz aus dem 13. Jahrhundert
- Kirche Sainte-Trinité im Ortsteil Beaubec-la-Ville